# Графы Цельские
Графы Цельские, также известные под немецким именем фон Цилли (Cilli) и венгерским Циллеи (Cillei), — наиболее значительный феодальный род средневековой Словении. По документам прослеживаются с XII века как владельцы замка Жовнек (нем. von Sannegg), ныне полуразрушенного. Прозвание получили по замку Целе, который перешёл в их владение в 1333 году.
В XIV веке графы Цельские на стороне Габсбургов воевали с синьорами Гориции и графами Тироля. За верную службу императору они были награждены наделами в Штирии, Каринтии и Крайне. Для графа Германа II звёздным часом стала Никопольская битва (1396), во время которой он личной доблестью спас от смерти венгерского короля Сигизмунда, будущего императора. За это благодарный монарх наградил графа областью Загорье на севере Хорватии с городом Вараждин.
Овдовев, Сигизмунд в 1408 году женился на его дочери Барбаре, прозванной недоброжелателями «немецкой Мессалиной». Помимо прочих обстоятельств, выбор невесты объяснялся тем, что в жилах Барбары текла кровь древних славянских правителей — Котроманичей и Шубичей. От этого брака родилась наследница венгерской и богемской корон, Елизавета Люксембургская, мать короля Ладислава Постума.
Несколькими годами ранее литовец Ягайло, овдовев после смерти Ядвиги, взял в жёны племянницу и приёмную дочь Германа — Анну Цельскую, дедом которой по матери приходился польский король Казимир Великий. Этим браком он укрепил своё право на польский престол. Часть польских придворных надеялась передать престол единственному ребёнку Ягайлы и Анны, юной Ядвиге, однако она умерла (возможно, от яда) незадолго до брака с маркграфом Бранденбургским.
Последний представитель рода Цилли — Ульрик Циллеи, граф Ортенбургский — приходился Герману II внуком. В жёны взял Катерину, дочь сербского деспота Георгия Бранковича и византийской царевны Ирины Кантакузиной. Всю жизнь он провёл в борьбе с Яношем Хуньяди и его сторонниками за боснийскую корону и опекунство над своим племянником Ладиславом Постумом. После смерти Яноша он стал фактическим правителем Венгрии, но при вступлении в Белград был убит приверженцами Ласло Хуньяди. Его дочь и наследница была выдана замуж за брата Ласло, Матьяша.